# Cal Xicot (Espinelves)
Cal Xicot és una masia d'Espinelves (Osona) inclosa a l'Inventari del Patrimoni Arquitectònic de Catalunya.

## Descripció
Edifici civil. Masia de planta quadrada (7 x 7m), coberta a dues vessants i amb el carener perpendicular a la façana, situada a migdia. Consta de planta baixa i un pis. La façana presenta un portal rectangular i una finestra a la planta baixa, i dues finestres i un rellotge de sol de rajola blanca al pis. A llevant hi ha un finestral i dues finestretes petites a la planta baixa i una finestra al primer pis. Al nord la paret és cega i a ponent hi ha una finestra a la planta baixa i una altra al primer pis.
S'observen noves obertures per a adaptar-la a segona residència, tot transformant l'estructura original.
Està separada de la carretera per una tanca vegetal i una altra e fusta. L'estat de conservació és bo.

## Història
Masia situada al marge dret de la riera d'Espinelves, a tocar de la carretera d'Espinelves a Arbúcies. Es troba molt a prop del terme d'Arbúcies, a l'altra banda de la carretera, i és una de les últimes cases del barri de la Creu. Aquest veïnat, format per unes 15 cases, data dels segles XVII i XVIII, moment d'expansió del nucli.